# Терапія без кордонів
«Терапія без кордонів» (англ. The Shrink Next Door, «Психіатр по сусідству», «Мозкоправ по сусідству») — американський психологічний драматичний мінісеріал, знятий Джорджією Прітчетт на основі однойменного подкасту журналіста Джо Носери. Прем'єра мінісеріалу відбулася на платформі Apple TV+ 12 листопада 2021 року.

## Сюжет
І подкаст, і телесеріал у жанрі чорного гумору засновані на реальній історії психіатра Айзека Хершкопфа, який, відповідно до рішення Департаменту охорони здоров'я Нью-Йорка 2021 року, допустив порушення «мінімально прийнятних стандартів допомоги в психотерапевтичних стосунках». За сюжетом мінісеріалу, психолог починає «імплантувати» себе в життя одного зі своїх пацієнтів, Марті.

## У ролях

### Основний склад
- Вілл Феррелл — Марті (Мартін) Марковіц
- Пол Радд — доктор Айк (Айзек) Хершкопф
- Кетрін Ган — Філліс Шапіро
- Кейсі Вілсон — Бонні Хершкопф
- Корнелл Вомак — Брюс

### Періодичні ролі
- Сараю Рао — Міріам
- Робін Бартлетт — Кеті
- Аллан Вассерман — рабин Шерман

## Список епізодів
| Номер серії | Назва                              | Режисер        | Сценарист                        | Дата виходу       | Глядачі США (млн) |
| --- | ---------------------------------- | -------------- | -------------------------------- | ----------------- | ----------------- |
| 1 | «Консультація» «The Consultation»  | Майкл Шоволтер | Джорджія Прітчетт                | 12 листопада 2021 | Буде визначено    |
| Марті страждає від нападів тривоги, його сестра Філліс умовляє брата відвідати відомого психіатра доктора Айка.                         |                                    |                |                                  |                   |                   |
| 2 | «Церемонія» «The Ceremony»         | Майкл Шоволтер | Джорджія Прітчетт                | 12 листопада 2021 | Буде визначено    |
| Доктор Айк переконує Марті провести другу бар-міцву. Це засмучує Філліс.                                                                |                                    |                |                                  |                   |                   |
| 3 | «Лікування» «The Treatment»        | Майкл Шоволтер | Джорджія Прітчетт Ітан Куперберг | 12 листопада 2021 | Буде визначено    |
| Марті запрошує доктора Айка допомогти з сімейним бізнесом. Філліс відчуває, що втрачає свого брата, і вирішує взяти справу у свої руки. |                                    |                |                                  |                   |                   |
| 4 | «Заснування» «The Foundation»      | Майкл Шоволтер | Джорджія Прітчетт Адам Каунті    | 19 листопада 2021 | Буде визначено    |
| Доктор Айк переконує Марті заснувати спільну благодійну організацію. Марті закохується у вуличну продавчиню.                            |                                    |                |                                  |                   |                   |
| 5 | «Родинне дерево» «The Family Tree» | Джессі Перец   | Джорджія Прітчетт                | 25 листопада 2021 | Буде визначено    |
| Марті запрошує доктора Айка, який утратив родича, залишитися в його будинку.                                                            |                                    |                |                                  |                   |                   |
| 6 | «Вечірка» «The Party»              | Джессі Перец   | Джорджія Прітчетт                | 3 грудня 2021     | Буде визначено    |
| Доктор Айк і Марті влаштовують серію екстравагантних вечірок — переважно за рахунок Марті.                                              |                                    |                |                                  |                   |                   |
| 7 | «Прорив» «The Breakthrough»        | TBA            | Джорджія Прітчетт                | 10 грудня 2021    | Буде визначено    |
| Марті задумується про переїзд компанії до Нью-Джерсі.                                                                                   |                                    |                |                                  |                   |                   |
| 8 | «TBA»                              | TBA            | TBA                              | 17 грудня 2021    | Буде визначено    |

## Відгуки та критика
На вебсайті агрегатора рецензій Rotten Tomatoes 63% з 32 відгуків є позитивними, із середнім рейтингом 6,6/10. Критичний консенсус вебсайту звучить так: «Терапія без кордонів — це печиво, яке, можливо, занадто наповнено миш’яком, але Вілл Феррелл та Пол Радд доводять, що вони так само здатні викликати тривогу, як і сміх». Metacritic, який використовує метод середньозваженої оцінки, надав серіалу 59 балів зі 100 на основі 22 критиків, що вказує на «змішані або середні відгуки».